# São João da Canabrava
São João da Canabrava is een gemeente in de Braziliaanse deelstaat Piauí. De gemeente telt 4.511 inwoners (schatting 2009).